# Dům čp. 278 (Štramberk)
Dům čp. 278 stojí na ulici Dolní Bašta ve Štramberku v okrese Nový Jičín. Roubený dům byl postaven na konci 18. století. Byl zapsán do Ústředního seznamu kulturních památek ČR před rokem 1988 a je součástí městské památkové rezervace.

## Historie
Podle urbáře z roku 1558 bylo na náměstí postaveno původně 22 domů s dřevěným podloubím, kterým bylo přiznáno šenkovní právo, a sedm usedlých na předměstí. Uprostřed náměstí stál pivovar. V roce 1614 je uváděno 28 hospodářů, fara, kostel, škola a za hradbami 19 domů. Za panování jezuitů bylo v roce 1656 uváděno 53 domů. První zděný dům čp. 10 byl postaven na náměstí v roce 1799. V roce 1855 postihl Štramberk požár, při němž shořelo na 40 domů a dvě stodoly. V třicátých letech 19. století stálo nedaleko náměstí ještě dvanáct dřevěných domů.
Původní roubený dům čp. 278 byl postaven na konci 18. století, je postaven nad ulicí Dolní Bašta. Při rekonstrukci koncem osmdesátých let 20. století byla obnovena střecha domu. Objekt je příkladem původní předměstské zástavby ve Štramberku.

## Stavební podoba
Dům je přízemní roubená stavba na obdélném půdorysu, je orientovaná okapní stranou souběžně s ulicí Dolní Bašta. Je vsazen do svahu a navazuje na vysokou terasovou zděnou zeď. Dispozice je trojdílná se síní, jizbou a původně komorou, s vchodem ve štítové straně. Stavba je roubená z otesaných kuláčů. Je postavena na vysoké částečně omítané kamenné podezdívce, která vyrovnává svahovou nerovnost. Dům je podsklepen. Uliční průčelí je tříosé s kaslíkovými okny a ozdobným bedněním. Štíty jsou trojúhelníkové svisle bedněné se dvěma okny a podlomenicí v patě štítu. Střecha je sedlová, krytá šindelem.